# Paolo Antonio Martini

Paolo Antonio Martini

Paolo Antonio Martini (Massa, 10 aprile 1943 – Firenze, 28 febbraio 2022) è stato un architetto italiano.

## Biografia
Paolo Antonio Martini nasce a Massa nel 1943, inizia a disegnare all'età di tre anni sotto la guida del nonno materno, lo scultore Fernando Tombesi. 
Si trasferisce a Firenze e si laurea in Architettura presso l'Università degli Studi di Firenze nel 1969.
Dal 1969 al 1973 lavora nella Facoltà di Architettura di Firenze come addetto alle esercitazioni presso la cattedra di Disegno dal vero di Leonardo Savioli.
Nel 1971 vince il Gran Prix d'Urbanisme et d'Architecture.
Nel 1975 fonda assieme a Graziano Cantini e Pasquale Colafrancesco il gruppo di progettazione Martini studio.
Progetta complessi residenziali destinati alle cooperative a proprietà indivisa. Alla fine degli anni settanta coordina un programma di ricerca e sperimentazione di architettura bioclimatica per la costruzione di complessi residenziali ed edifici per la scuola. Negli anni ottanta collabora con Tomás Maldonado per la stesura del piano di Castello nella direttrice Firenze nord e con Carlo Aymonino per il piano di San Lorenzo a Greve nella direttrice Firenze sud ovest.
Dal 1985 al 1995 dirige la rivista Professione architetto.
Progetta insediamenti residenziali, turistici e commerciali a Praga e a San Pietroburgo.
Ha collaborato con l'architetto Jean-Pierre Buffi per la progettazione di una torre-segnale da realizzare alle porte di Scandicci.

### Progetti
- 1979: Progettazione architettonica orientata al risparmio energetico e all'impiego dei sistemi di captazione dell'energia solare per 800 alloggi in Toscana nell'ambito del primo biennio di attuazione del Piano decennale per la casa
- 1992: Parterre (Firenze), Italia
- 1992: Chiesa di Santa Brigida al Paradiso, restauro dell'ex convento e nuova edificazione, Firenze, Italia
- 1998: realizzazione della piazza xxv Aprile con fontana artistica e gruppo scultoreo in bronzo di Aligi Sassu
- 1999: Giubileo 2000 stanza del vescovo, progetto e direzione dei lavori per la realizzazione del centro Congressi, Biblioteca, sistema espositivo dei Cabrei e Codici Miniati, Abbazia di San Miniato al Monte, Firenze, Italia
- 2000-2004: Piano di recupero Villa Salingrosso e annessi, Montelupo Fiorentino, Firenze, Italia
- 2000-2008: Piano di recupero dell'ex Manifattura Richard-Ginori e progettazione di nuovi edifici residenziali, Sesto Fiorentino, Firenze